# Ernophthora aphonoptera
Ernophthora aphonoptera är en fjärilsart som beskrevs av Clarke 1986. Ernophthora aphonoptera ingår i släktet Ernophthora och familjen mott. Inga underarter finns listade i Catalogue of Life.